# Erida
Erida (grč. Ἔρις, Eris) ili Eris u grčkoj mitologiji boginja je razdora. Eridin pandan u rimskoj mitologiji jest Diskordija, a njezina je suprotnost Harmonija kojoj je rimski pandan Konkordija.

## Etimologija
Eridino grčko ime znači "razdor". Po njoj je nazvan jedan patuljasti planet - Eris. 

## Mitologija

### Heziod
U Heziodovim Poslovima i danima pojavljuju se dvije boginje Eride koje su suprotnosti:
- prva bodri zli rat i bitku, okrutna je i nijedan je čovjek ne voli.
- druga je starija Niktina i Kronova kći, ili Niktina i Erebova, ljubaznija je prema ljudima, potiče zavidnost.

Potonja je vjerojatno ona koja se pojavljuje u Homerovoj Ilijadi kao Aresova sestra (Zeusova i Herina kći), ili je moguće da je to treća Erida.
U Heziodovoj Teogoniji spominju se Eridini potomci:
- Pon ("rad")
- Leta ("zaborav")
- Lim ("glad")
- Algeje ("boli")
- Hizmine ("borbe")
- Malhe ("bitke")
- Fone ("ubojstva")
- Androktazije ("koljači ljudi")
- Nikeja ("svađe")
- Pseudeja ("laži")
- Amfilogije ("rasprave")
- Disnomija ("bezakonje")
- Ata ("ludost")
- Horko ("zakletva")

### Parisovsud
Paris je iskušavao Agelajeve bikove u borbi. Jedan je stalno pobjeđivao te je Paris održavao natjecanja s bikovima ostalih pastirima i nudio svoje bikove kao nagradu. Njegov bi bik uvijek pobijedio. Na posljetku je Paris ponudio zlatnu krunu onome tko pobijedi njegova prvaka. Ares se odazvao i pretvorio se u bika te lako pobijedio. Paris je dao krunu Aresu bez oklijevanja - bio je iskren u svojoj prosudbi, a to je utjecalo na olimpske bogove koji su tražili Parisa da presudi u svađi između Atene, Here i Afrodite.
Zeus je održao slavlje u čast braka kralja Peleja i Tetide, na koje su došli svi bogovi osim Eride, koja je bila bijesna jer nije bila pozvana (bogovi je nisu htjeli pozvati da ne bi narušila slavlje). Ljutito je stigla na proslavu i bacila zlatnu jabuku na stol (otud izraz "jabuka razdora") na kojoj bješe natpis καλλίστῃ = najljepšoj (dativ jednine od grč. καλος = najljepša). Ta je jabuka bila ubrana u vrtu Hesperida, s čarobnog stabla koje je pripadalo Eridinoj majci Heri.
Tri su boginje htjele jabuku - Atena, Hera i Afrodita. Tražile su Zeusa da prosudi koja je najljepša, a on je, ne želeći se miješati, pozvao Parisa. Prema tradiciji, Hera je u grčkoj tradiciji bila najljepša, često zvana "volooka Hera" (čest i stalan epitet kod Homera) zbog velikih, lijepih očiju.  Afrodita je pak imala najviše zavodljivosti i erotičnog šarma, dok je Atenina ljepota rjeđe bila opisivana, jer su je Grci smatrali aseksualnim bićem.
Hermes je sa sve tri kandidatkinje došao na brdo Idu do Parisa. Nakon što su se okupale na izvoru, sve tri pokušale su podmititi Parisa. Hera mu je ponudila da će ga učiniti kraljem Europe i Azije, a Atena mu je rekla da će mu dati mudrost i ratnu vještinu. Afrodita je pak imala Harite i Hore koje su je uljepšale cvijećem i pjesmom (izvor: ep Kiprije) te mu je ponudila ruku najljepše žene na svijetu. To je bila Helena, Menelajeva žena. Paris je pristao i proglasio je najljepšom te joj je dao jabuku. To je rasrdilo Heru. Paris je potom krenuo po Helenu i to je bio povod Trojanskom ratu.

### Hera, Politehno i Edon
Politehno i njegova žena Edon tvrdili su da se vole više nego Zeus i Hera. To je naljutilo Heru te je poslala Eridu da unese neslaganje u njihovu vezu.
Politehno je djelao kočiju, a Edon mrežu. Erida im je rekla da onaj koji posljednji završi svoj zadatak mora drugomu darovati žensku sluškinju. Edon je pobijedila, ali Politehno nije bio sretan zbog svog poraza te je otišao do Kleidon, Edonine sestre, te ju je silovao. Potom ju je prerušio u ropkinju i darovao Edon. Kad je ona otkrila da joj je to sestra, rascjepkala je Politehnova sina i nahranila ga njime.
Bogovi su ih sve pretvorili u ptice.

### Ezop
Basnopisac Ezop u jednoj svojoj basni spominje da je Heraklo jednom naišao na malenu jabuku na putu. Udario ju je svojom toljagom. Jabuka je samo narasla, a Heraklo ju je ponovno udario. Ovaj put je jabuka toliko narasla da mu je zapriječila put. Heraklo je bio začuđen, ali je tad s neba stigla njegova polusestra Atena, rekavši mu da ne bude iznenađen i da je ta jabuka ustvari skrivena Erida, koja raste kad se s njom netko bori. Ova basna je očito nastala po uzoru na mit o Eridi i njenoj jabuci razdora.

## Neopaganizam
Erida je glavno božanstvo moderne neopaganističke religije - diskordijanizma.

## Vanjske poveznice
- Erida u klasičnoj literaturi i umjetnosti (engl.)
- Erida u grčkoj mitologiji (engl.)